# Birte Wentzek

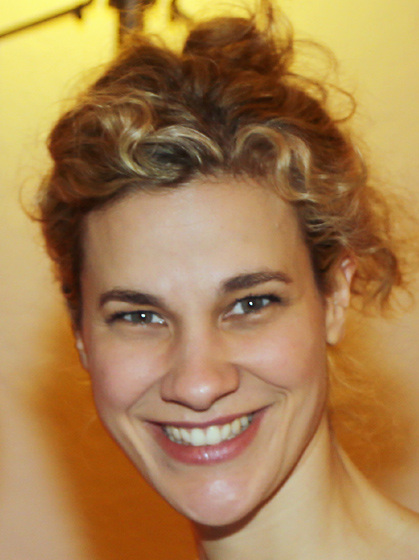
Birte Wentzek (2015)

Birte Wentzek (* 8. Februar 1983 in Hagen) ist eine deutsche Schauspielerin.

## Leben und Karriere
Ihre Ausbildung absolvierte Wentzek an der Hochschule für Musik und Theater Hamburg. Bis 2007 spielte sie am Thalia Theater Hamburg sowie auch am Bremer Theater.
Von April 2007 bis Dezember 2008 hatte Wentzek in der ZDF-Telenovela Wege zum Glück die Rolle der Meike Hansen als Halbschwester des Hauptdarstellers der zweiten Staffel Ben Petersen inne. Im Januar 2011 war sie in Hamburg in einer Episodenrolle der Produktion Großstadtrevier zu sehen.
Wentzek war im Februar 2010 und 2011 zusammen mit Hugo Grimm im Theater in der Rolle als Sarah in Harold Pinters Der Liebhaber auf der Bühne des Berliner Glaskastens. Vom 23. September bis zum 30. Oktober 2010 folgte eine Rolle in der deutschen Erstaufführung von Rain Man; sie trat gemeinsam mit Rufus Beck täglich im Alten Schauspielhaus Stuttgart auf. Wegen des großen Erfolgs ging das Stück von November bis Dezember 2011 sowie Januar bis Februar 2012 auf Tournee. Des Weiteren war sie im Dezember 2010 und Januar 2011  mit dem Tourneetheater Landgraf auf Tournee. Sie spielte an der Seite von Ilja Richter in dem Stück Monsieur Ibrahim und die Blume des Korans von Éric-Emmanuel Schmitt. Vom 17. März bis zum 23. April 2011 stand Wentzek erneut mit Ilja Richter unter anderem auf der Bühne; dieses Mal am Alten Schauspielhaus Stuttgart mit dem Stück Sechzehn Verletzte von Eliam Kraiem.
Von Oktober 2014 bis April 2016 war Wentzek als Penelope „Poppy“ Schweitzer in der ARD-Telenovela Sturm der Liebe zu sehen. Ein kurzes Comeback hatte sie am 20. September 2018 als Poppy in der 3000. Folge.
Seit 2013 betreibt Wentzek als psychotherapeutische Heilpraktikerin eine eigene Praxis in Berlin-Kreuzberg.
Von Sommer 2009 bis Sommer 2017 war Wentzek mit ihrem Schauspielkollegen Hugo Grimm liiert und hat mit ihm ein Kind (* 2014).

## Filmografie
- 2005: Crazy Partners
- 2006: Kein Zurück (Kurzfilm)
- 2007: Mikrofan (Kurzfilm)
- 2007–2008: Wege zum Glück (Fernsehserie, 256 Folgen)
- 2009: Das Date (Kurzfilm)
- 2010: Old School (Kurzfilm)
- 2011: Großstadtrevier (Fernsehserie, 1 Folge)
- 2011: Abrakadaver
- 2014–2016, 2018: Sturm der Liebe (Fernsehserie, 289 Folgen)